# Sternidocinus barbarus
Sternidocinus barbarus är en skalbaggsart som först beskrevs av Van Dyke 1920.  Sternidocinus barbarus ingår i släktet Sternidocinus och familjen långhorningar. Inga underarter finns listade i Catalogue of Life.